# Fontanarosa
Fontanarosa ist eine italienische Gemeinde mit 2867 Einwohnern (Stand 31. Dezember 2023) in der Provinz Avellino in der Region Kampanien.

## Geografie
Die Nachbargemeinden sind  Gesualdo, Grottaminarda, Luogosano, Mirabella Eclano, Paternopoli, Sant’Angelo all’Esca.

## Infrastruktur

### Straße
- Autobahnausfahrt Grottaminarda A16 Neapel-Canosa
- Via Appia
- Staatsstrasse Venticano-Foggia
- Staatsstrasse Mirabella Eclano-Rapolla

### Bahn
- Der nächste Bahnhof ist Luogosano-San Mango sul Calore an der Bahnstrecke Avellino-Rocchetta Sant'Antonio.

### Flug
- Flughafen Neapel